# Kurt Krickler
Kurt Krickler (* 7. April 1959 in Wien) ist ein österreichischer Journalist, Übersetzer und LGBT-Aktivist. Er war von 1991 bis 2018 Chefredakteur der Lambda Nachrichten.

## Leben und Wirken
Kurt Krickler studierte Dolmetscher, Magisterium 1984. Seit 1987 wirkt er als beeideter Gerichtsdolmetscher für Dänisch.

## Aktivismus
1979 war er Mitbegründer der Homosexuellen Initiative Wien (HOSI Wien), dem 1. Lesben- und Schwulenverband Österreichs. Von 1991 bis Mitte 2018 redigierte er die Lambda-Nachrichten.
1985 war er Mitbegründer und bis 1991 Mitarbeiter bei der österreichischen AIDS-Hilfe. Von 2003 bis 2018 war Krickler Kuratoriumsmitglied des 1997 gegründeten Mauthausen-Komitees Österreich.
In der International Lesbian and Gay Association (ILGA) arbeitet Krickler seit 1981 mit. Von 1997 bis 2003 fungierte er als Vorstandsvorsitzender von ILGA-Europa. Er war Vorstandsmitglied der European Pride Organisers Organisation (EPOA).
Im Juni 1995 wirkte er als einer der Hauptankläger im Internationalen Menschenrechts-Tribunal unter dem Vorsitz von Freda Meissner-Blau und Gerhard Oberschlick mit. Thema des Tribunals waren 50 Jahre Diskriminierung und Verfolgung von Lesben und Schwulen in Österreich. Im Sommer 1995 outete er medienwirksam die „homosexuellen Neigungen“ von vier österreichischen Bischöfen, Egon Kapellari, Klaus Küng, Andreas Laun und Christoph Schönborn. Die katholischen Würdenträger brachten Unterlassungsklagen ein, welche bis nach Straßburg gingen. Vertreten wurde Krickler von vier prominenten Anwälten, Thomas Höhne, Nadja Lorenz, Alfred Noll und Richard Soyer.
Von der Parlamentsdirektion wurde über Krickler Hausverbot verhängt, welches allerdings für einen Termin mit Heinz Fischer ausgesetzt wurde, weil er mittels Flugblätter von der Galerie den ÖVP-Politiker Michael Graff geoutet hatte.
Bei einer der ersten Zusammenkünfte der HOSI Wien 1979 begegnete er seinem späteren Lebensgefährten Reinhardt Brandstätter. Von 1993 bis 1996 lebte er mit dem Aktivisten Peter Scheucher (1957–1996) zusammen.

## Veröffentlichungen
- (hrsg. mit u. a. K. Krickler): Rosa Liebe unterm Roten Stern – Zur Lage der Lesben und Schwulen in Osteuropa. 1984.
- (hrsg. mit u. a. K. Krickler): Homosexualität in Österreich. 1989.
- (hrsg. mit u. a. K. Krickler): AIDS. Ein lexikalisches Handbuch. Verlag der Apfel, Wien 1991, ISBN 3-85450-056-4.
- Chefredakteur der Lambda-Nachrichten bis 2018.

Krickler ist Verfasser zahlreicher Buchbeiträge und Artikel zu den Themen Homosexualität und AIDS in den Lambda-Nachrichten, aber auch in diversen Mainstream-Medien.

## Auszeichnungen
- 2006 – Zivilcourage-Preis des Berliner Christopher Street Day